# Сражение на реке Сасу
Сражение на реке Сасу (корейск. 사수 전투) — сражение, произошедшее 21 февраля 662 года в долине реки Сасу (совр. река Потхон) между корейскими войсками государства Когурё и китайской армией империи Тан и завершившееся разгромом последних. Стало последним сражением второй когурёско-танской войны.
В кампанию 661 года южная китайская армия Су Динфана осадила столицу Когурё Пхеньян, в то время как северная армия Пан Сётая наступала со стороны Ляодунского полуострова. К концу года армия Су Динфана, страдавшая от нехватки продовольствия и наступивших холодов, так и не смогла захватить Пхеньян, через северные ворота которого защитники получали помощь извне. В то же время 100-тысячная армия Пан Сётая подошла с севера к столице Когурё и расположилась четырьмя лагерями около реки Сасу (совр. река Потхон) западнее Пхеньяна. Полководец Когурё Ён Кэсомун собрал все оставшиеся силы королевства в столице страны и решил обрушиться на северную китайскую армию, не дав ей объединиться с войсками Су Динфана на юге, чтобы полностью окружить Пхеньян.
21 февраля 662 года Ён Кэсомун во главе армии Когурё атаковал лагеря армии Тан у реки Сасу, уничтожив их. Командующий Пан Сяотай и все его 13 сыновей были убиты. Остатки китайских войск бежали. Обезопасив северный фронт, Ён Кэсомун вернулся, чтобы освободить Пхеньян. 
Однако армия Силла, союзница китайцев, неожиданным маневром обошла войска Когурё и, воспользовавшись сильным снегопадом, прорвала боевые порядки корейцев, не дав им возможность завершить окружение блокировавших Пхеньян танских войск. Получив доставленное силласцами продовольствие, Су Динфан не стал дожидаться атаки армии Когурё и отвёл свои войска, положив конец осаде.